# 劉子輿
劉子輿（460年—466年10月25日），字孝文，刘宋皇子，宋孝武帝劉駿第二十一子，母為杨婕妤。
大明七年（463年），封晋熙王，食邑二千户。泰始元年十二月，刘彧即位。同月辛未（466年1月14日），刘彧改封劉子輿为庐陵王，出继宋文帝第五子庐陵恭王劉绍，任辅国将军、南高平郡太守、临淮郡太守。
泰始二年十月乙卯（466年10月25日），劉子舆与松滋县侯劉子房、永嘉王劉子仁、始安王劉子真、安成王劉子孟、南平王劉子產一并被赐死。